# ابیای جاوه‌ای
ابیای جاوه‌ای (نام علمی: Scolopax saturata) نام یک گونه از سرده ابیا است.